# Bandera de Marruecos
La bandera nacional de Marruecos (en árabe: علم المغرب‎)  es la bandera utilizada por el gobierno marroquí como bandera nacional desde el 17 de noviembre de 1915. Es roja con un estrella pentagonal de color verde en el centro. La estrella verde de cinco puntas en el centro representa los cinco pilares del islam, y el fondo rojo representa la sangre de los antepasados y la unidad de la tierra del pueblo marroquí.
El rojo tiene un gran significado histórico en Marruecos, ya que proclama la descendencia de la dinastía real alauí. Esta casa reinante estaba vinculada con el profeta islámico Mahoma a través de Fátima, la esposa de Alí, el cuarto califa ortodoxo musulmán. El rojo es también el color que utilizaban los jerifes de La Meca y los imanes de Yemen. A partir del siglo XVII, Marruecos pasó a ser gobernado por la dinastía alauí, y las primeras banderas del país eran simples banderas rojas.
El 17 de noviembre de 1915, el sultán Yusef firmó un dahir que ordenó que la bandera de Marruecos fuera roja con un Pentagrama verde entrelazado.
Mientras Marruecos estuvo bajo control francés y español, la bandera roja con el sello en el centro siguió en uso, pero solo en el interior, ya que su uso en el mar estaba prohibido. Cuando se restableció la independencia en 1955, volvió a ser la bandera nacional.
La estrella pentagonal representa el sello de Salomón, un símbolo islámico, de acuerdo con el dahir:

Hemos decretado distinguir Nuestra bandera adornándola en el centro con el sello de Salomón de cinco puntas, en color verde. Dios guíe a este emblema por los caminos de la prosperidad y la gloria, ahora y en el futuro.

## Diseño de la bandera
La definición legal de la bandera establece que los colores son rojo vivo y verde palma. No se conocen especificaciones cromáticas más precisas. En la siguiente tabla se muestran los colores RGB utilizados en la ilustración del sitio web del Reino de Marruecos, junto con aproximaciones CMYK y Pantone para su impresión.
| Esquema de colores | Rojo vivo     | Verde palma    |
| ------------------ | ------------- | -------------- |
| RGB                | 193-39-45     | 0-98-51        |
| Hexadecimal        | #c1272d       | #006233        |
| CMYK               | 0, 80, 77, 24 | 100, 0, 48, 62 |
| Pantone            | 7620 C        | 3425 C         |

La bandera consiste en una estrella verde de cinco puntas en el centro sobre fondo rojo.

## Banderas históricas

Bandera de dinastía alauí (1666-1915)
Variante de la bandera marroquí, utilizada en el siglo XIX.
Bandera de la República del Rif (1921-1926)

## Banderas provinciales

Bandera de Agadir
Bandera de Alhucemas
Bandera de Azilal
Bandera de Benslimane
Bandera de Beni Mellal
Bandera de Bojador
Bandera de Casablanca
Bandera de Xauen
Bandera de Dajla
Bandera de El Aaiún
Bandera de El Jadida
Bandera de El Kelaa des Sraghna
Bandera de Errachidia
Bandera de Esauira
Bandera de Fez
Bandera de Figuig
Bandera de Guelmim
Bandera de Ifrane
Bandera de Kenitra
Bandera de Jemisset
Bandera de Jenifra
Bandera de Juribga
Bandera de Larache
Bandera de Marrakech
Bandera de Mequinez
Bandera de Nador
Bandera de Uxda
Bandera de Rabat-Salé
Bandera de Safí
Bandera de Settat
Bandera de Sidi Kacem
Bandera de Tan-Tan
Bandera de Tánger
Bandera de Taunat
Bandera de Tarudant
Bandera de Tata
Bandera de Taza
Bandera de Tetuán
Bandera de Tiznit
Bandera de Uarzazat

## Banderas de los protectorados marroquíes

Bandera mercante del Protectorado francés de Marruecos
Bandera mercante del Protectorado español de Marruecos
Bandera de la Zona Internacional de Tánger

## Otras banderas nacionales

Pabellón civil
Pabellón naval
Bandera de proa
Estandarte real
Bandera real